# Goryczka kropkowana
Goryczka kropkowana (Gentiana punctata L.) – gatunek rośliny należący do rodziny goryczkowatych. Nazwa, od łacińskiego słowa punctatus – punktowany, kropkowany – nawiązuje do charakterystycznie, drobno nakrapianych kwiatów.
Gatunek subatlantycki, europejski. Występuje w Alpach, Sudetach, Karpatach oraz w górach Półwyspu Bałkańskiego. W Alpach zwykle od 1100 do 2600 m n.p.m., wyjątkowo nawet do 3600 m n.p.m. W Karpatach w najwyższych pasmach Beskidów, w Tatrach i Niżnych Tatrach. W Sudetach  w masywie Śnieżnika i w Wysokim Jesioniku.
W Polsce jest pospolita w Tatrach i na Babiej Górze.

## Morfologia
ŁodygaGruba, nierozgałęziona, do 80 cm wysokości. Pod ziemią roślina posiada bardzo grube, długie do 1 m i rozgałęzione kłącze.
LiścieUlistnienie nakrzyżległe. Liście duże, podługowato-jajowate, pofałdowane wzdłużnie, o wyraźnych 5 nerwach. Dolne zebrane w różyczki liściowe, krótkoogonkowe, górne o nasadach zrośniętych i obejmujących łodygę.
KwiatyObupłciowe, siedzące, zebrane po 2–7 w kątach liści szczytowych, zaś na szczycie pędu tworzące główki. Pojedynczy kwiat ma długość 2,5-3,5 cm. Kielich dzwonkowaty, bardzo płytki o 5 lub więcej działkach niejednakowej długości. Korona zrosłopłatkowa, wycięta górą w 6–8 płatków o barwie brudnawożółtej. Cała korona wyraźnie nakrapiana nieregularnie czarnymi, niewielkimi plamkami. Słupek o długiej szyjce, otoczony wieloma pylnikami.
OwocPodłużna, pękająca na pół torebka z dość dużymi, spłaszczonymi i błoniasto obrzeżonymi nasionami.

## Biologia i ekologia
Bylina. Kwitnie od lipca do sierpnia. Entomofil, kwiaty zapylane są przez trzmiele. Anemochor. Rośnie na górskich murawach, trawiastych zboczach i piargach, zawsze jednak na podłożu o odczynie kwaśnym, lub przynajmniej niezasadowym (granit, piaskowiec). Lubi gleby głębokie, gliniaste, z zawartością kwaśnego humusu. Preferuje miejsca z długo utrzymującą się pokrywą śniegową. W Tatrach podchodzi do wysokości 2500 m n.p.m., główny obszar jej występowania to piętro kosówki i piętro halne. Na Babiej Górze dochodzi aż pod kopułę szczytową. W klasyfikacji zbiorowisk roślinnych gatunek charakterystyczny dla Ass. Calamagrostietum villosae.
W Polsce gatunek objęty jest ścisłą ochroną. Ze względu na swoje lecznicze właściwości bywa wykopywana. 

## Zastosowanie
Roślina lecznicza. Surowiec zielarski: korzeń goryczki (Radix Gentianae). Zawiera gorycze glikozydowe (m.in. gencjopikrynę, która hydrolizuje do glukozy i gencjogeniny, alkaloidy (m.in. gencjanina), pektyny, fitosterole. Substancje goryczkowe wpływają stymulująco na wydzielanie soków trawiennych w żołądku, przez co pobudzają czynności trawienia i pośrednio wydzielanie żółci. Wpływają przez to ogólnie wzmacniająco na organizm. Stosowane w zaburzeniach trawiennych, braku łaknienia, biegunce, zgadze.

## Filatelistyka
Poczta Polska wyemitowała 14 czerwca 1967 r. znaczek pocztowy przedstawiający goryczkę kropkowanę o nominale 3,40  zł, w serii Rośliny chronione. Autorem projektu znaczka był Andrzej Heidrich. Znaczek pozostawał w obiegu do 31 grudnia 1994 r..

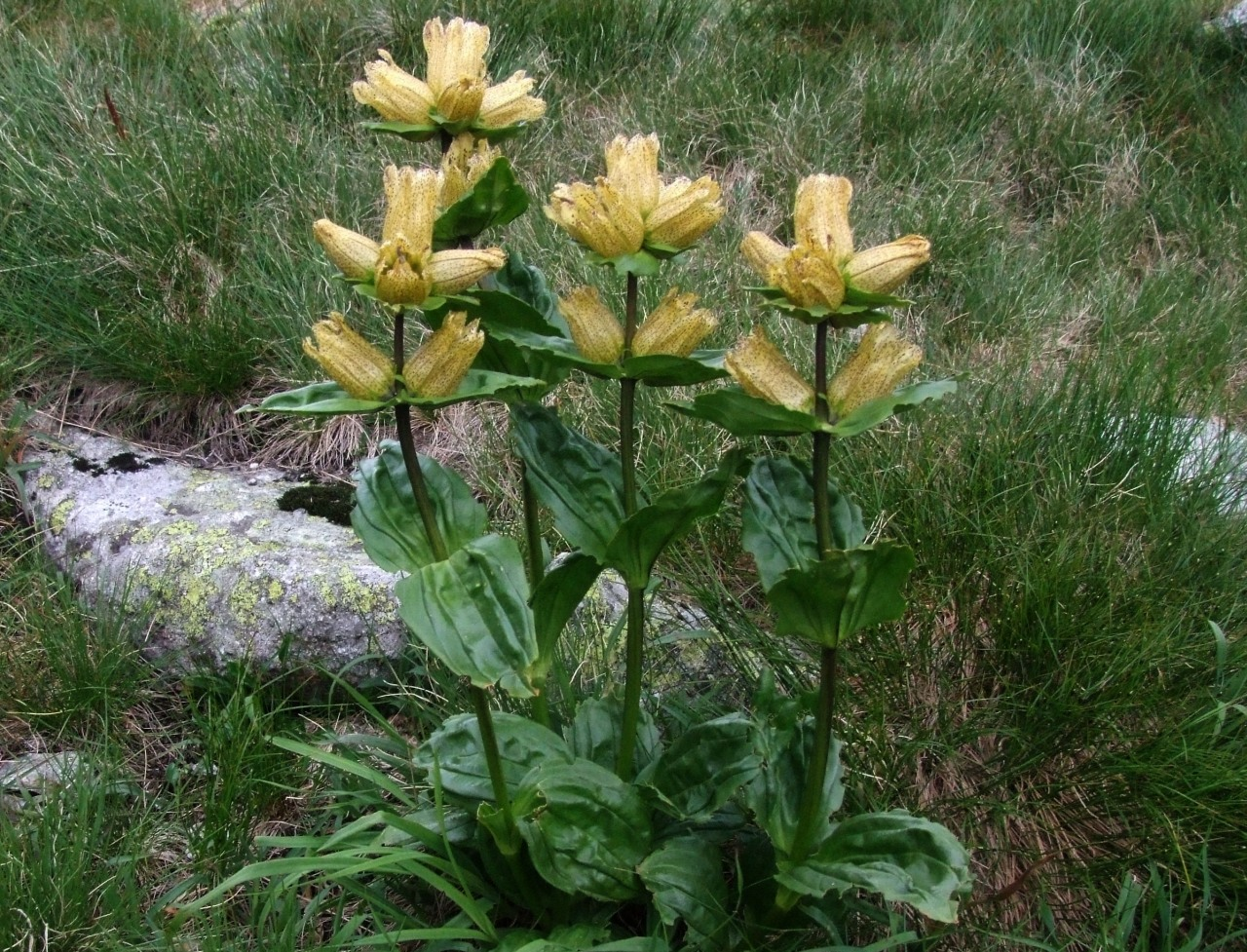
Pokrój
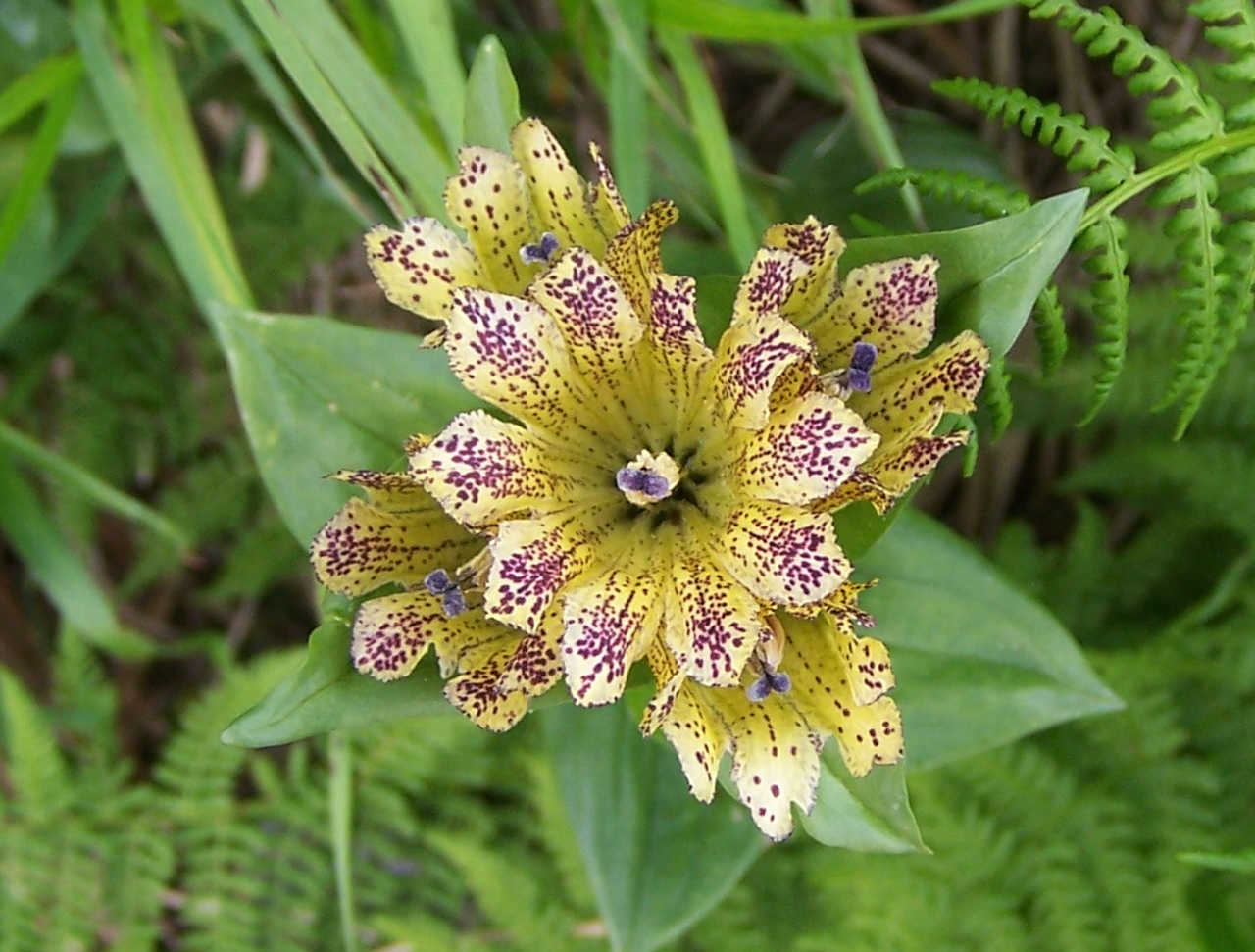
Kwiat
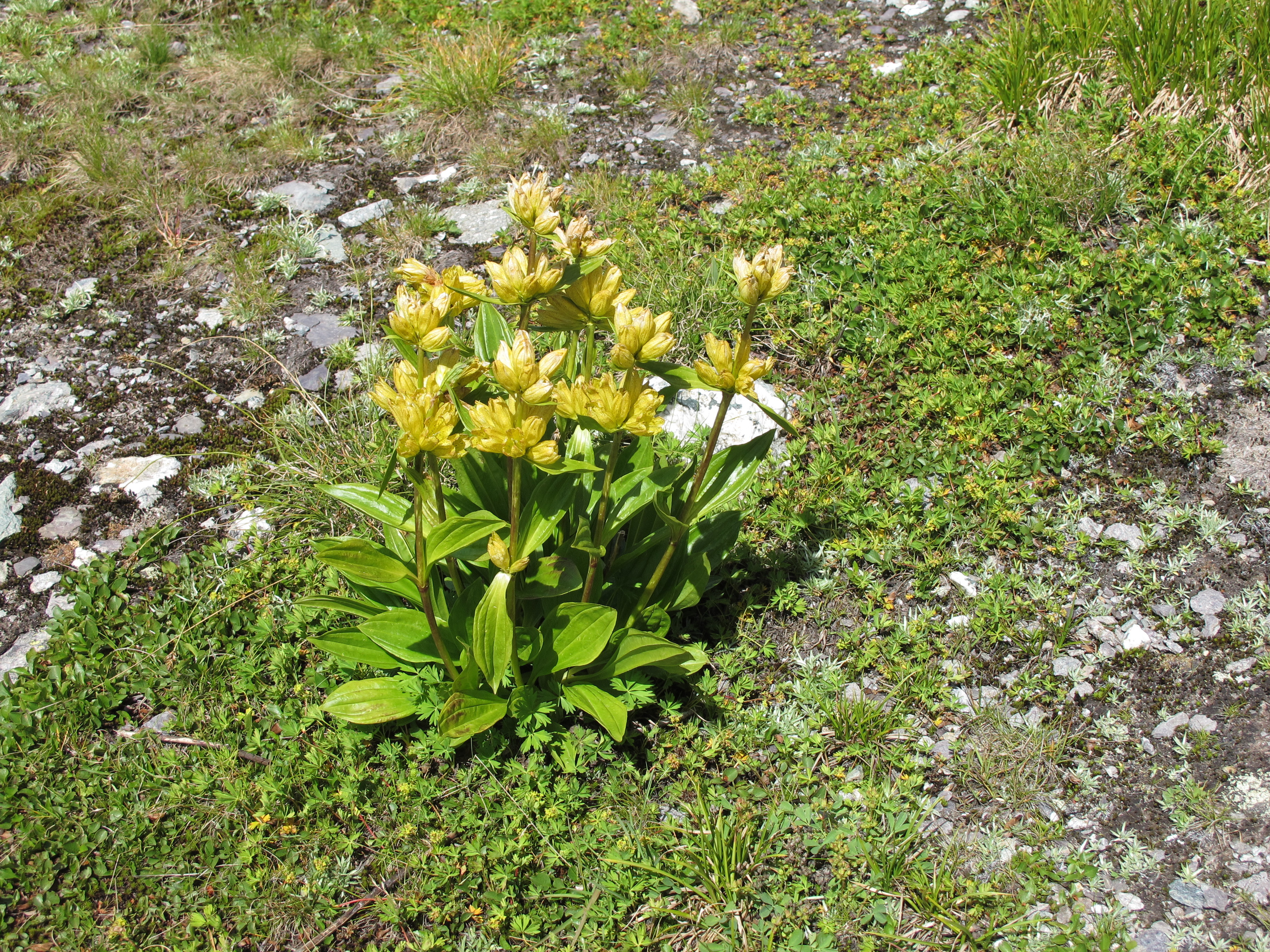
Pokrój